# Heteropoda submaculata torricelliana
Heteropoda submaculata là một phân loài nhện trong họ Sparassidae.
Loài này thuộc chi Heteropoda. Heteropoda submaculata torricelliana được Embrik Strand miêu tả năm 1911.